# Joanna Szeszko
Joanna Szeszko (née Jabłońska le 14 juin 1974 à Ozorków) est une ancienne joueuse de volley-ball polonaise. Elle mesure 1,83 m et jouait au poste de réceptionneuse-attaquante. Elle a totalisé 14 sélections en équipe de Pologne.

## Clubs
| Club             | De        | À         |
| ---------------- | --------- | --------- |
| AZS-AWF Varsovie | 1993-1994 | 1997-1998 |
| Skra Varsovie    | 1998-1999 | 2002-2003 |
| Bielsko-Biała    | 2003-2004 | 2004-2005 |
| AZS Białystok    | 2007-2008 | 2011-2012 |
| Nike Węgrów      | jan 2014  | 2014-2015 |
| KS BAS Białystok | 2015-2016 | 2015-2016 |

## Palmarès
- Championnat de Pologne
  - Vainqueur : 2004.
  - Finaliste : 2002.
- Coupe de Pologne
  - Vainqueur : 2004.